# Olga Jurjewna Krasko

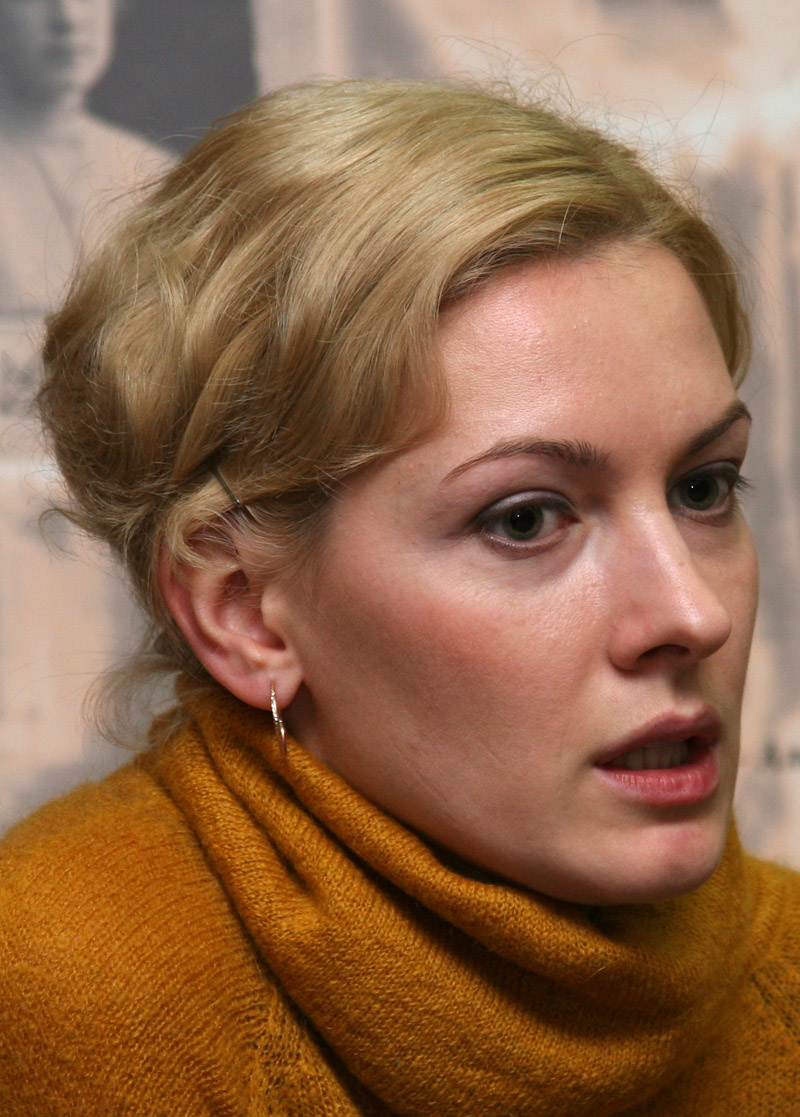
Olga Krasko (2012)

Olga Jurjewna Krasko (russisch Ольга Юрьевна Красько; * 30. November 1981 in Charkow, Ukrainische SSR, Sowjetunion) ist eine russische Schauspielerin.

## Leben
Olga Krasko wurde in Charkow geboren, wuchs aber von klein auf in Moskau auf. 2002 schloss sie ihr Schauspielstudium am Tschechow-Kunsttheater in Moskau erfolgreich ab und arbeitete an diesem Theater unter der Leitung von Oleg Tabakow.
Sie spielte in über 40 Filmen mit. Für ihre Rolle der Warwara Suworowa im Türkischen Gambit wurde sie 2006 für den russischen Preis „MTV-Rossija“ nominiert.
Krasko war mit dem russischen Schauspieler Dmitrij Petrun verheiratet. Sie hat eine Tochter (* 2006) und einen Sohn (* 2016).

## Filmografie (Auswahl)
- 2002: Četnické humoresky[4]
- 2004: Papa (Папа)
- 2005: Zeit, Steine zu sammeln (Vremya sobirat kamni, Regie: Aleksei Karelin)
- 2005: Türkisches Gambit (Турецкий гамбит)
- 2005: Jessenin (Есенин, Fernsehserie)
- 2012: Sklifossowskij (Склифосовский)
- 2013: Sherlock Holmes (Шерлок Холмс)
- 2014: Sun of the Wolf (Волчье солнце)[5]
- 2014: Territorium (Территория)